# Amphineurus lyriformis
Amphineurus (Amphineurus) lyriformis là một loài ruồi trong họ Limoniidae. Chúng phân bố ở miền Australasia.